# 100-Meilen-Rennen von Laguna Seca 1981

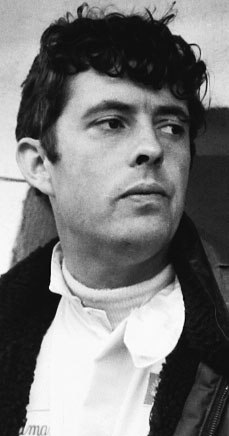
Rennsieger Brian Redman

Das 100-Meilen-Rennen von Laguna Seca 1981, auch Datsun Monterey Tripple Crown (Camel GT), Laguna Seca Raceway, fand am 3. Mai dieses Jahres auf dem Laguna Seca Raceway statt. Das Rennen war der sechste Lauf der IMSA-GTP-Serie 1981.

## Das Rennen
Das Rennen in Laguna Sec war bereits der sechste Wertungslauf der neu geschaffenen IMSA-GTP-Serie. Das gesamte Rennen gab es einen Dreikampf um den Sieg, zwischen den beiden Briten Brian Redman und John Fitzpatrick und dem US-Amerikaner John Paul junior. Pole-Setter Fitzpatrick musste sich im Porsche 935K3/80 mit dem dritten Endrang zufriedengeben. Der Sieg ging an Redman im Lola T600 vor John Paul, der einen Porsche 935 JLP-3 fuhr.

## Ergebnisse

### Schlussklassement
| 1           | GTX | 7  | Cooke Woods Garretson   | Brian Redman         | Lola T600           | 53 |
| 2           | GTX | 8  | JLP Racing              | John Paul junior     | Porsche 935 JLP-3   | 53 |
| 3           | GTX | 1  | John Fitzpatrick        | John Fitzpatrick     | Porsche 935K3/80    | 53 |
| 4           | GTX | 9  | Cooke Woods/Garretson   | Bobby Rahal          | Porsche 935K3/80    | 53 |
| 5           | GTX | 00 | Interscope Racing       | Danny Ongais         | Porsche 935K3/80    | 53 |
| 6           | GTX | 2  | BMW Motorsport          | David Hobbs          | BMW M-1/C           | 52 |
| 7           | GTX | 0  | Interscope Racing       | Ted Field            | Porsche 935K3/80    | 52 |
| 8           | GTX | 30 | Momo Penthouse          | Giampiero Moretti    | Porsche 935/78-81   | 52 |
| 9           | GTX | 86 | Bayside Disposal Racing | Hurley Haywood       | Porsche 935/80      | 52 |
| 10          | GTX | 19 | Chris Cord              | Chris Cord           | Chevrolet Monza     | 51 |
| 11          | GTX | 11 | de Narváez Enterprises  | Mauricio de Narváez  | Porsche 935J        | 50 |
| 12          | GTX | 12 | Bayside Disposal Racing | Bruce Leven          | Porsche 935         | 49 |
| 13          | GTO | 25 | Red Lobster Racing      | Dave Cowart          | BMW M1              | 49 |
| 14          | GTO | 67 | Joe Crevier             | Al Unser junior      | BMW M1              | 49 |
| 15          | GTO | 64 | Alan Johnson Racing     | Dennis Aase          | Porsche Carrera RSR | 49 |
| 16          | GTX | 33 | Bob Sharp Racing        | Paul Newman          | Datsun 280ZX        | 49 |
| 17          | GTX | 27 | Rich Sloma              | Rich Sloma           | Chevrolet Corvette  | 48 |
| 18          | GTO | 96 | Al Thomas Goodyear      | Terry Herman         | Porsche Carrera RSR | 47 |
| 19          | GTX | 10 |                         | Jerry Brassfield     | Chevrolet Corvette  | 47 |
| 20          | GTO | 40 | David Deacon            | David Deacon         | BMW M1              | 47 |
| 21          | GTO | 04 | Rene Rodriguez          | Rene Rodriguez       | Porsche Carrera RSR | 47 |
| 22          | GTO | 31 | Tom Alan Marx           | Tom Alan Marx        | Porsche Carrera RSR | 47 |
| 23          | GTO | 49 | Woody Edmiston          | Frank Leary          | Datsun 280ZX        | 47 |
| 24          | GTO | 28 | NTS Racing              | Sam Posey            | Datsun 280ZX        | 47 |
| 25          | GTO | 72 | Peter Shutts            | Peter Shutts         | Chevrolet Corvette  | 46 |
| 26          | GTO | 29 | NTS Racing              | Fred Stiff           | Datsun 280ZX        | 45 |
| 27          | GTO | 48 | Dynasales               | John Carusso         | Chevrolet Corvette  | 45 |
| Ausgefallen |     |    |                         |                      |                     |    |
| 28          | GTX | 6  | Team Zakspeed Roush     | Klaus Ludwig         | Ford Mustang Turbo  | 33 |
| 29          | GTO | 82 |                         | Joe Mooney           | Chevrolet Camaro    | 31 |
| 30          | GTO | 45 | Phantom Racing          | Frank Joyce          | Chevrolet Corvette  | 28 |
| 31          | GTO | 43 | Bob Gregg               | Bob Gregg            | Porsche Carrera RSR | 25 |
| 32          | GTO | 14 | BMW Challenge Team      | Alf Gebhardt         | BMW M1              | 23 |
| 33          | GTX | 12 | Bruce Canepa            | Bruce Canepa         | Porsche 935         | 18 |
| 34          | GTO | 51 | Robert Kirby            | John Hotchkis junior | Porsche Carrera RSR | 18 |
| 35          | GTO | 05 | Tico Almeida            | Tico Almeida         | Porsche Carrera RSR | 15 |
| 36          | GTX | 20 | Jim Adams               | Jim Adams            | Chevrolet Monza     | 9  |
| 37          | GTX | 3  | Andial Meister Racing   | Rolf Stommelen       | Porsche 935M16      | 8  |
| 38          | GTX | 18 |                         | Tony Brassfield      | Chevrolet Corvette  | 5  |
| 39          | GTO | 75 | Les Lindley             | Les Lindley          | Chevrolet Camaro    | 2  |

### Nur in der Meldeliste
Hier finden sich Teams, Fahrer und Fahrzeuge, die ursprünglich für das Rennen gemeldet waren, aber aus den unterschiedlichsten Gründen daran nicht teilnahmen.
| Pos. | Klasse | Nr. | Team              | Fahrer            | Chassis             |
| ---- | ------ | --- | ----------------- | ----------------- | ------------------- |
| 40   | GTX    | 5   | Peter Herke       | Peter Herke       | BMW CSL             |
| 41   | GTX    | 13  | Larry Stevens     | Larry Stevens     | Chevrolet Corvette  |
| 42   | GTX    | 16  | Darrel Overstreet | Darrel Overstreet | Porsche Carrera RSR |
| 43   | GTO    | 83  | Electramotive     | Don Devendorf     | Datsun 280ZX        |
| 44   | GTO    | 89  | Walter Benson     | Walter Benson     | Chevrolet Camaro    |
| 45   | GTX    | 92  | BMW Motorsport    | David Hobbs       | BMW M1              |

### Klassensieger
| Klasse | Fahrer       | Fahrzeug  | Platzierung im Gesamtklassement |
| ------ | ------------ | --------- | ------------------------------- |
| GTX    | Brian Redman | Lola T600 | Gesamtsieg                      |
| GTO    | Dave Cowart  | BMW M1    | Rang 13                         |

### Renndaten
- Gemeldet: 45
- Gestartet: 39
- Gewertet: 27
- Rennklassen: 2
- Zuschauer: unbekannt
- Wetter am Renntag: unbekannt
- Streckenlänge: 3,058 km
- Fahrzeit des Siegerteams: 0:57:27,426 Stunden
- Gesamtrunden des Siegerteams: 53
- Gesamtdistanz des Siegerteams: 162,061 km
- Siegerschnitt: 169,234 km/h
- Pole Position: John Fitzpatrick – Porsche 935K3/80 (#1) – 1:01,541 – 178,870 km/h
- Schnellste Rennrunde: Brian Redman – Lola T600 (#7) – 1:03,020 – 174,673 km/h
- Rennserie: 6. Lauf zur IMSA-GTP-Serie 1981